# Grand Accord National
Pour les articles homonymes, voir GAN.
Le « Grand Accord National » (Gran Acuerdo Nacional, GAN) était une tentative de la dictature militaire argentine dite de la « Révolution argentine » de trouver une issue électorale au régime. Elle fut mise en œuvre par le gouvernement du général Lanusse qui l'annonça le 1er mai 1971, et le dirigeant de l'Union civique radicale (UCR), Arturo Mor Roig, fut l'un de ses principaux artisans.

## Contexte
En démettant de ses fonctions le général Roberto Marcelo Levingston, qui avait tenté de poursuivre la prétendue « Révolution argentine », en fait un « État bureaucratico-autoritaire » similaire à la dictature militaire brésilienne et avait maintenu l'exclusion des partis politiques, la junte, qui portait le général Lanusse au pouvoir, prenait acte de la faillite du régime, tant sur le plan économique et social que sur le plan politique. Les principales forces politiques civiles du pays, l'Union civique radicale et le péronisme, proscrit depuis le coup d'État de 1955, s'étaient en effet alliées en proclamant le 11 novembre 1970 la Hora del Pueblo (es), qui appelait à la tenue d'élections, qui avaient été suspendues sine die par les militaires en 1966. Enfin, le Cordobazo de 1969, premier soulèvement populaire d'une longue série, rendait évidente l'absence de légitimité populaire du régime, tandis que diverses organisations (FAR, FAP, FAL, ERP, Montoneros, etc.) avaient pris, à la suite de ces émeutes populaires, le chemin de l'action directe puis de la lutte armée.
Les premières mesures du gouvernement Lanusse visèrent donc à calmer le jeu politique, en réhabilitant en avril 1971 les partis politiques, dissous par la « Révolution argentine », et en leur rendant leurs biens, confisqués en 1966. Il accorda aussi quelques concessions au mouvement ouvrier. Ainsi, il lève le blocage des salaires, mais ceux-ci sont immédiatement grignotés par l'inflation.
Dans le Grand Buenos Aires, le chômage passe de 4,8 % en 1970 à 7,4 % en 1972, selon des statistiques officielles qui le sous-estime pourtant largement. Dans la province de Tucuman, affectée par la monoculture sucrière et la surproduction, il atteignait 12 % en 1972, la dictature n'ayant lancé un plan de reconversion industrielle qu'après avoir fermé de force plusieurs usines.

## Le GAN
Au-delà de ces mesures, Lanusse avait parfaitement conscience que le problème véritable était à Madrid : il fallait admettre la réintégration au jeu politique du péronisme, proscrit depuis le coup d'État de 1955. Toutefois, Lanusse espérait empêcher le général Juan Perón d'accéder à la présidence et voulait maintenir l'interdiction pesant sur sa candidature.
Ainsi, le 1er mai 1971, il annonce un « Grand Accord National » (GAN) qui vise à « dépasser les erreurs du passé ». Il critique alors les « mercenaires de la terreur », désignant par là les organisations de lutte armée (FAR, FAP, etc.) ainsi que ceux qui pensaient que les militaires cherchaient une issue électorale parce qu'ils avaient échoué en tant que « révolutionnaires ». Le ministre de l'Intérieur Arturo Mor Roig (UCR) est chargé de la mise en œuvre du GAN.
Jorge Daniel Paladino est alors le principal canal de discussion entre Perón et Lanusse. Entamées par la mission du colonel Francisco Cornicelli, nommé de façon secrète, sans même que la junte ne soit mise au courant, par Lanusse pour amorcer les négociations avec Perón en avril 1971, celles-ci se poursuivirent avec la nomination du brigadier Jorge Rojas Silveyra (es), antipéroniste notoire, en tant qu'ambassadeur en Espagne. La junte proposa alors de réhabiliter le général, tout en souhaitant trouver un candidat non membre d'un parti pour réunir les suffrages d'une élection à venir - éventuellement Lanusse lui-même (ce projet échoua). C'est ainsi le brigadier Rojas Silveyra qui rendit le corps d'Eva Perón, enterré clandestinement en Italie avec l'assistance du Vatican, au général Perón.
La loi organique sur les partis politiques du 1er juillet 1971 organise le règlement interne des partis, et prévoit une période transitoire de « normalisation » des partis d'une durée d'un an, à l'issue de laquelle, les dirigeants officiels des partis étant élus, les partis seraient, sous condition, légalisés. Au sein du Parti justicialiste, cette « normalisation » s'effectue dans un climat d'intenses luttes politiques, donnant lieu à de nombreux actes de violence.
Ces propositions suscitent des divisions au sein même de l'armée, le général Levingston accusant ainsi Lanusse d'être un « contre-révolutionnaire ».
Dans le même temps, Lanusse ordonne la répression brutale des mouvements révolutionnaires, continuant sur la lancée entamée avec l'enlèvement de Martins et Zenteno, fin 1970, disparus à jamais. Plusieurs membres des FAR sont ainsi séquestrés et assassinés en juillet 1971, ainsi que l'un des dirigeants de l'ERP, Luis Pujals, en août 1971. Les exécutions extra-judiciaires se poursuivent ainsi, culminant avec le massacre de Trelew d'août 1972, perpétré lors d'une tentative d'évasion des prisonniers politiques.

## De l'annonce des élections (septembre 1971) à leur tenue (mars 1973)
En septembre 1971, Lanusse annonça des élections générales pour mars 1972, sans préciser si Perón lui-même pourrait se porter candidat. Le général Perón durcit alors ses conditions. Ainsi, il appelle la CGT à une grève générale le 29 septembre 1971, puis remplace son délégué Jorge Daniel Paladino, jugé trop conciliant avec les militaires, par Héctor Cámpora en novembre 1971, tandis qu'il encourage la lutte armée engagée par les « formations spéciales » de la Jeunesse péroniste. Enfin, il envoie sa femme Isabel Martínez en Argentine: celle-ci atterrit à Buenos Aires le 7 décembre 1971, chargée de promouvoir la consigne « unité, solidarité et organisation » proclamée par le général Perón dans le cadre des élections internes au Parti justicialiste.
Le GAN, qui visait à trouver un candidat n'appartenant à aucun des partis, peut-être Lanusse lui-même, pour les élections, échoue ainsi. Le 7 juillet 1972, Lanusse annonce subitement que Perón aurait le droit de se présenter en tant que candidat aux élections, mais seulement s'il rentrait en Argentine avant le mois d'août (ladite « clause du mois d'août »). S'il pensait que Perón ne le ferait pas, et si ce dernier déclare refuse de se laisser dicter des conditions, le général rentre, à la surprise générale, en novembre 1972 en Argentine, avant de repartir en décembre pour l'Uruguay, où il rencontre le dictateur Alfredo Stroessner.
Confronté au FREJULI (es) (« Front justicialiste de libération »), auquel participe le Movimiento de Integración y Desarrollo (MID, radical) d'Arturo Frondizi, qui rencontra son vieil adversaire Perón à Madrid en 1972, le général Lanusse est finalement contraint d'admettre sans conditions, à l'exception de la « clause du mois d'août » qui empêche Perón de se présenter en personne, la tenue d'élections en mars 1973. Pour la première fois, le Parti justicialiste est autorisé. Le FreJuLi porte à sa tête Héctor Cámpora en tant que candidat à la présidence, avec comme colistier le conservateur Vicente Solano Lima. Il remporte une victoire massive aux élections de mars, qui furent les premières élections démocratiques, sans limitation des libertés civiles ni proscription d'un parti majeur, depuis 1946.